# Липоводолинский район
Липоводолинский район (укр. Липоводолинський район) — административно-территориальная единица, существовавшая с 1923 по 2020 год.
В 1923—1925 годах район входил в состав Роменского округа Полтавской губернии Украинской Социалистической Советской Республики Советского Союза, с 1925 по 1930 год — в состав того же округа, который входил напрямую в состав Украинской ССР. С 1932 по 1937 год район входил в состав Харьковской области, с 1937 по 1939 год — в состав Полтавской области, а с 1939 года — в состав Сумской области УССР (до 1991 г.) и независимой Украины.
Административный центр — посёлок городского типа (с 1961 г.) Липовая Долина.

## Географическое положение
Липоводолинский район располагался на юге Сумской области, на границе исторических Слобожанщины и Малороссии. На западе и северо-западе 
Липоводолинский район граничил с Роменским, на севере — с Недригайловским, на востоке — с Лебединским районами Сумской области; на юге — с Гадячским, на юго-западе — с Лохвицким районами Полтавской области.
Через Липоводолинский район протекали реки Хорол, Грунь, Лозовая, Ольшана.

## Население
Население Липоводолинского района в 2001 году составляло 23 498 человек, в том числе городское — 5 348 человек, сельское — 18 150 человек.
В 1979 году население района составляло 28,8 тыс. человек.

## История
Липово-Долинский район был образован в 1923 году. Изначально район входил в Роменский округ Полтавской губернии. 1 августа 1925 ода губерния была упразднена, а Роменский округ напрямую был подчинён Украинской ССР. 13 июля 1930 года был упразднён и Роменский округ, после чего Липово-Долинский район вошёл напрямую в состав союзной республики.
27 февраля 1932 года была образована Харьковская область, в состав которой вошёл Липово-Долинский район. 22 сентября 1937 года из западных районов Харьковщины, включая Липово-Долинский район, была создана Полтавская область.
10 января 1939 года Липово-Долинский район был передан в состав новой Сумской области.
В 1961 году районному центру Липовой Долине был присвоен статус посёлка городского типа.
17 июля 2020 года в результате административно-территориальной реформы Липоводолинский район вошёл в состав Роменского района.

## Административное устройство
Липоводолинский район включал в себя:
| - Поселковых советов: 1 - Сельских советов: 18 | - Посёлков городского типа: 1 - Посёлков: 1 - Сёл: 68 |

### Местные советы[4]
| - Липоводолинский поселковый совет - Байракский сельский совет - Беевский сельский совет - Берестовский сельский совет - Калининский сельский совет - Капустинский сельский совет - Кимличанский сельский совет - Колядинецкий сельский совет - Лучковский сельский совет - Московский сельский совет | - Панасовский сельский совет - Подолковский сельский совет - Подставский сельский совет - Русановский сельский совет - Саевский сельский совет - Семеновский сельский совет - Синевский сельский совет - Ягановский сельский совет - Яснопольщинский сельский совет |

### Населённые пункты[5]
| с. Антоненково с. Аршуки с. Байрак с. Беево с. Берестовка с. Бугаевка с. Бухалово с. Великая Лука с. Великий Лес с. Весёлая Долина (Подолковский сельсовет) с. Весёлая Долина (Московский сельсовет) с. Весёлое с. Волково с. Воропаи с. Галаевец с. Голуби с. Грабщина с. Греки с. Гришки с. Долгая Лука с. Должик с. Ивановка пос. Сухая Грунь | с. Капустинцы с. Карпцы с. Кимличка с. Клюсы с. Колесники с. Коломийцева Долина с. Колядинец с. Костяны с. Коцупиевка с. Куплеваха с. Легуши пгт Липовая Долина с. Липовка с. Липовское с. Лучка с. Макеевское с. Марьяновка с. Мельниково (Беевский сельский совет) с. Мельниково (Подставский сельский совет) с. Московское с. Нестеренки с. Новосеменовка с. Олещенково | с. Панасовка с. Побиванка с. Подолки с. Подставки с. Потопиха с. Рудоман с. Русановка с. Саи с. Семёновка с. Синевка с. Слободка с. Столярово с. Стягайловка с. Тарасенки с. Толстое с. Хоменково с. Червоная Долина с. Червоногорка с. Чирвино с. Ягановка с. Яловый Окоп с. Яснопольщина |

#### Ликвидированные населённые пункты[6]
| с. Коцупиева Степь с. Перемога | с. Рубаново с. Сидоренково | с. Шатравино с. Шматково |